# 1407
سنة 1407 كانت سنة بسيطة تبدأ يوم السبت (الرابط يظهر نموذج التقويم الكامل للسنة) من التقويم اليولياني.

## أحداث
- تأسيس مدينة ويشغراد [الإنجليزية] وتقع حاليا في البوسنة والهرسك.

## مواليد
- إبراهيم بن محمد الناجي

## وفيات
- ابن دقماق مؤرخ مصري
- بير محمد بن جهانكير
- لويس الأول، دوق أورليان عسكري فرنسي